# Tutti frutti (ungdomsprogram)
Tutti frutti var ett svenskt ungdomsprogram som sändes i TV1 i 13 avsnitt om 75 minuter mellan 29 september och 22 december 1985, programledare var Måns Herngren.

## Programmet
Enligt Expressen hade frågan om ett nytt ungdomsprogram varit flitigt återkommande i deras frågespalter kring TV och Tutti Frutti utmålades tidigt som Bagens efterföljare. Till skillnad från Bagen, där det varje vecka fanns en tydlig struktur, hade Tutti Frutti nästan en total avsaknad av struktur och skulle inte vara ”likadant från söndag till söndag”. Denna frihet märktes på hur programmet beskrevs i dags- och kvällstidningarna: ”Tutti Frutti skall blanda video, rockkonserter, kortfilmer, Monty Python-avsnitt från början av 60-talet, intervjuer, reportage”, västernfilmer, tecknat, och till och med striptease. Det var en ”osalig blandning av intervjuer, arkivplock, rockkonserter, nonsens och kanske till och med allvar ibland”, en ”tablettask med pastiller i blandade smaker” som innehöll ”det mesta mellan himmel och jord”. Programledaren Herngren valde namnet Tutti Frutti för att det lät ”kommersiellt och bra” men framför allt för att det förde tankarna till ”en blandning av allt möjligt”.
Förutom den relativa bristen på struktur utmärkte sig Tutti Frutti genom att de video man visade ofta redigerades. ”Ofta går inslagen in i varandra med ibland ganska märkliga resultat. Mitt i en rockvideo kan en röst från en gammal svensk långfilm komma in. Eller en helt annan bild kan klippas in”. Herngren hade initialt varit tveksam till att ta jobbet som programledare men ”när jag kom underfund med att det gick att öka tempot i programmet genom at [sic.] göra klipp i musikvideofilmerna, i de tecknade inslagen och så vidare blev det så roligt att jag inte kunde låta bli”.
Första idén var ett presentera programmet i tablån med texten ”Ett helt vanligt blandprogram med videos, musik och filmer presenterat av Måns Herngren” men att den skulle vara skriven baklänges. Den idén skrotades dock. Många av tablåerna hade istället enkla beskrivande texter för att presentera programmet för presumtiva tittare – ”Musikvideor, sketcher, kortfilmer, konserter och tecknat” – men vissa av dem var aningen mer skruvade och presenterade Tutti Frutti som ”en komplott av musikvideor, sketcher, kortfilmer, konserter och tecknat sammansvärjt av Måns Herngren”.
Signatur till programmet var "Samurai (Did you ever dream)" med Michael Cretu, avsignatur "Tutti Frutti" med Michael B. Tretow.

## Mottagande
Precis som Cia Berg före honom fick Måns Herngren motta väldigt blandad kritik. En del valde att fokusera på att hans utseende – ”Sjavig kostym, löjlig slips, tjockbågade glasögon och hår som står rakt upp. Måns Herngren, 20, ser faktiskt inte riktigt klok ut” – medan andra tyckte att han krånglade till det för mycket. Det var ju ändå bara videofilmerna alla ville se. Rolle Ståhlström från Expressen tyckte att Herngren var ”en programledare som […] ville mycket men förmådde nästan ingenting alls. Han blev rätt obehövlig och det är väl det värsta en programledare kan bli”.
Andra, som Jan Gradvall på Expressen, tyckte Herngren var ett fynd och gillade det höga tempot: ”jag tycker om den där WHAM!ZOCK!BLOFF!-mentaliteten där allt händer på en gång och inte en sekund är död och tittaren överöses med allt mellan himmel och jord”. Hasse Alfredsson hade redan tidigare utnämnt Herngren till ett av TV-underhållningens stora hopp och hösten 1985 var flera beredda att ge liknande lovord. ”Herngren är en begåvad ung man och en stor personlighet. Det mesta han är inblandad i känns fräscht och annorlunda.” Jan-Olov Andersson skrev i Aftonbladet att Tutti Frutti var ”en närmast perfekt blandning av rockvideofilmer och sketcher. Videofilmerna innehåller en väl avvägd blandning av kända namn och mindre kända artister med ovanligt fräcka och originella filmer”. När programserien led mot sitt slut frågade Lasse Hallgren i Aftonbladet ”Hur, jag menar bara hur, ska man stå ut med TV-söndagarna i framtiden om inte denne galna man Måns finns med?”
Värt att nämna är att delar av den tänkta publiken var mindre entusiastisk. En insändare i Svenska Dagbladet tyckte att Tutti Frutti ”var helt värdelöst” och att Herngren”gjorde ju inte saken bättre. Jag ser hellre att Bagen kommer tillbaka”. En annan insändare i Expressen skrev att ”värre skit har jag sällan skådat. […] Det verkar ju som att Måns Herngren medvetet sitter och pladdrar meningslös goja och visar urdåliga videofilmer”. De negativa rösterna bland tittarna var dock ganska få. I genomsnitt hade Tutti Frutti ca. 1,3 miljoner tittare per avsnitt vilket ansågs vara bra då det (delvis) konkurrerade med TV2:s ”övermäktiga Cosby-serie”.
Herngren tilldelades Expressens TV-pris 1985 med motiveringen: ”Efter Hasseåtage, Magnusåbrasse träder nu en ny underhållare fram i rampljuset med ’Tutti frutti’. Han förnyar den svenska TV-underhållningen och fångar även in en ungdomlig publik. Han har humor, tempo och sinne för TV som underhållningsmedium”.

## Reklam
Både skivbolagen och skivaffärer hade nu anammat den gratisreklam som visning av en musikvideo på Sveriges Television innebar. PolyGram annonserad Dire Straits Brothers in arms med texten ”Du kunde se dem i TV-programmet ’Tutti Frutti’”. Wea-Metronome basunerade ut att A-ha var ”Etta i USA!” men lade för säkerhets skull till ”du såg väl A-ha i höstens häftigaste rockvideo på Tutti Frutti i söndags?” Sonet annonserade tre av sina artister genom att helt sonika skriva ”TV1 igår ’Tutti Frutti” och artisterna namn. Mer behövdes inte. Inför programmet den 8 december noterades i Expressen att Tutti Frutti ikväll skulle innehålla en ”hemlig gäst med initialerna D S” och att det skulle spelas en ”video med den hemlige gästen och hans polare”. Det var dock ingen vidare hemlighet. På annan plats i samma tidning hade NK en helsidesannons för Twisted Sisters Come Out And Play och texten började med ”missa inte Tutti Frutti ikväll kl 19: Dee Snider live, och hela Twisted Sister i videon Leader of the pack”. SkivAkademien var inte sämre och frågade ”du såg väl systrarnas uppkäftiga sångare Dee Snider på Tutti Frutti härom söndan?” i en egen helsidesannons någon vecka senare.

## Lista med videos
Följande är en inkomplett, alfabetisk lista med artister och videos som visades i Tutti Frutti.

·       +1: Tonight
·       A-ha: Take on me
·       Alexei Sayle: ‘allo, John, gotta a new motor
·       Bing Crosby/David Bowie: Little drummer boy/Peace on Earth
·       Bob Dylan: Emotionally yours
·       Brian Adams: Summer of ‘69
·       Cat Stevens: If you want to sing out
·       Cat Stevens: Moon shadow
·       Clarence Clemons/Jackson Browne: You’re a friend of mine
·       David Bowie: Heroes
·       Dire Straits: Brothers in arms
·       Dire Straits: Money for nothing
·       Efva Attling: Jag vill ha dej
·       Falco: Rock me Amadeus
·       Fatboys: Jailhouse rap
·       Frankie Goes to Hollyood: Two tribes
·       Frankie goes to Hollywood: The power of love
·       Hit List: Into the fire
·       Ian Dury: Hit me
·       Imperiet: Märk hur vår skugga…
·       Lionel Richie: Say you, say me
·       Little Richard/Walt Disney: Tutti Frutti
·       Lloyd Cole & The Commotions: Perfect skin
·       Lustans Lakejer: Good as gold
·       Madness: Uncle Sam
·       Madonna: Dress you up
·       Madonna: Like a virgin
·       Making Time: Here is my number
·       Marianne Faithful: Broken English
·       Mel Brooks: Hitler rap
·       Mick Jagger: Hard woman
·       Mick Jagger: Lucky in love
·       Mikael Rikfors: Chasin’ shadows
·       Mink de Ville: Italian shoes
·       Modern talking: Cherie, Cherie lady
·       Mondino: les dances des mots
·       Mr Mister: Broken wings
·       Neil Young: I’m wondering
·       Nick Mason: Life for a lie
·       Paul Simon: Think too much
·       Paul Young: Whenever you go away
·       Peter Stridh: Deja vu
·       Peter Townsend: Face to face
·       Peter Wolf: Oo-ee-diddley-bop
·       Prince: Paisley Park
·       Ratata: I dina ögon
·       Real life: Face to face
·       Sade: Sweetest taboo
·       Scritti Politti: Perfect me
·       Sky High: I ain’t beggin’
·       Slade: Do you believe in miracles?
·       Steve Copeland: Koteja
·       Style Council: Come to Milton Keynes
·       Talking Heads: the lady don’t mind
·       Tears for Fears: I believe
·       The Cure: Close to me
·       The Hooters: All you zombies
·       Thomas Dolby: Hyperactive
·       Tom Petty: Don’t come around here no more
·       Twisted Sister: Leader of the pack
·       Udo Lindenberg: Germans
·       Valli Dadrou: Chief inspector
·       Wang Chung: Fire in the twilight
·       Wham: I’m your man
·       ZZ Top: Sleeping bag